# Raketensinfonie
Die Raketensinfonie (auch Rocket Symphony) wurde vom englischen Komponisten Orlando Gough gemeinsam mit Michael Henry als Festmusik zur Eröffnung des Kulturhauptstadt-Jahres Linz09 in Oberösterreichs Hauptstadt Linz komponiert.
Die Raketensinfonie ist ein orchestriertes Chorwerk von etwa 20 Minuten Dauer, das in genauer Abstimmung und Kombination mit einem großen Silvester-Feuerwerk an der Linzer Donaulände beim neuen Ars Electronica Center aufgeführt wurde, wo auch die alljährliche Klangwolke veranstaltet wird. Der Chor der Uraufführung bestand aus 300 Sängern; daneben waren sechzehn Gesangssolisten des von Gough geleiteten Ensembles The Shout beteiligt. Das Feuerwerk wurde von der Firma SteyrFire aus dem 30 km von Linz entfernten Industriezentrum Steyr entwickelt und durchgeführt. Die Uraufführung in der Silvesternacht 2008/09 wurde von 130.000 Menschen direkt verfolgt und vom ORF live übertragen und von 270 000 Fernsehzuschauern miterlebt.
Die Abstimmung und Inszenierung eines Feuerwerks mit Live-Musik (statt der sonst üblichen CD) gilt als besondere künstlerische Herausforderung, für die sich der Komponist mit dem Schweizer Regisseur Tom Ryser zusammentat. Die beiden Künstler haben auch die Abschlussfeier der Kulturhauptstadt Stavanger (Norwegen) und die Neueröffnung der Royal Festival Hall in London gestaltet.